# Templo de Boston
El Templo de Boston, Massachusetts, es uno de los templos construidos y operados por La Iglesia de Jesucristo de los Santos de los Últimos Días, el número 100 construido por la iglesia y el primero de Nueva Inglaterra. Ubicado en la ciudad de Boston y se distingue por ser el templo que completó la meta del entonces presidente de la iglesia SUD Gordon B. Hinckley de llevar el número de templos a 100 antes de que terminase el año 2000.
El edificio se asienta en lo alto de una ladera boscosa de granito en el suburbio de Belmont al noroeste de Boston, a orillas de la concurrida Concord Turnpike. Como de costumbre, el interior del templo esta cerrado al público por lo que la iglesia a ubicado espacios para el libre recorrido de los terrenos del templo y el centro de reuniones contiguo, que cuenta con una serie de pasarelas que serpentean entre el bosque circundante y los jardines del templo.

## Historia
En un primer momento los líderes de la iglesia planificaron construir el templo de Hartford en Connecticut para servir a los fieles SUD de Nueva Inglaterra y Nueva York, retractándose luego para anunciar la construcción de dos templos en vez de uno, el templo de White Plains en Nueva York y el templo de Boston.
El terreno donde se construyó el templo de Boston fue adquirido originalmente para la edificación de una capilla que ahora colinda con el templo. Originalmente se le pidió al arquitecto que el diseño de la capilla quedara localizado en el centro de la propiedad, pero este solo se resolvía en un diseño que colocaba a la capilla en la esquina inferior del lote. Pese a los reiterados intentos de los líderes de la Iglesia en la región, el diseño fue aceptado. Dejar un vacío tan grande en la propiedad a nivel de un gran peñasco de granito se consideró como lugar perfecto para la construcción del templo en cuanto se anunció esta. La Primera Presidencia de la iglesia anunció la construcción del templo en la ciudad de Boston el 30 de septiembre de 1995.
La calle Frontage Road donde se asienta el templo ha creado confusión para patronos de fuera de la ciudad guiados por GPS al sur de Boston en lugar de la colonia de Belmont. Para rectificar la situación, los líderes cívicos de Belmont han acordado en cambiar el nombre de la carretera conocida hoy como Hinckley Way, en honor a Gordn B. Hinckley y su plan de construir templos en gran escala alrededor del mundo.

## Construcción
No mucho después de comenzar la construcción del templo de Boston, algunos vecinos mostraron descontento por su tamaño y presentaron una demanda con la intención de reducir el tamaño del edificio. Los demandantes sostuvieron que la modificación de la ley general de Massachusetts conocida como la Enmienda Dover, que exime a los edificios religiosos de las normas de zonificación locales, violaba la separación de la Iglesia y el Estado. El juez federal asignado al caso no estuvo de acuerdo con los demandantes y se pronunció a favor de la iglesia.
La ceremonia de la primera palada del templo tuvo lugar en medio de días lluviosos el 13 de junio de 1997, presidida por el apóstol mormón Richard G. Scott asistieron a ella unos 300 fieles de la iglesia SUD. Al comenzar la construcción del templo de Boston la iglesia había construido 50 templos y tres años después se dedicó el templo de Boston, el número 100 para la iglesia.
El templo de Birmingham fue anunciado previo al anuncio mundial de la meta del entonces presidente de la iglesia Gordon B. Hinckley de tener construidos 100 templos alrededor del mundo para fines del año 2000. Con 69 600 pies cuadrados (6466,0 m²) de construcción, es uno de los templos de mayor tamaño operados por la iglesia.

### Estatua de Moroni
La estatua del ángel Moroni se instaló en lo alto del Templo de Boston el 21 de septiembre de 2001. El momento de la colocación de la estatua coincidió con el 178 aniversario del relato de la primera aparición de Moroni al fundador de la iglesia José Smith. El Templo de Nauvoo, Illinois, y el Templo de La Haya, Países Bajos participaron en la misma conmemoración el instalarse sus respectivas estatuas en representación del ángel Moroni.
La estatua representativa de Moroni en lo alto del Templo de Boston Massachusetts es fundición hecha por LaVar Wallgren réplica de la estatua creada por Torlief Knaphus para una capilla de Washington D. C., quien a su vez la hizo como réplica original de la estatua de Cyrus Edwin Dallin en lo alto del Templo de Salt Lake City. Otras piezas fundidas de esta misma estatua de Dallin se encuentran sobre el Templo de Idaho Falls y anteriormente sobre el Templo de Atlanta.

## Dedicación
El templo SUD de la ciudad de Boston fue dedicado para sus actividades eclesiásticas en cuatro sesiones el 1 de octubre de 2000, por Gordon B. Hinckley, en ese entonces presidente de la iglesia SUD. Con anterioridad a ello, del 29 de agosto al 23 de septiembre de ese mismo año, la iglesia permitió un recorrido público de las instalaciones y del interior del templo al que asistieron unas 20.000 personas.
El entonces presidente del comité organizador de los Juegos Olímpicos de Salt Lake City 2002, Mitt Romney, escoltó al senador de Massachusetts Ted Kennedy durante la gira del interior del templo solo 6 años antes de que Romney se presentara como candidato al Senado teniendo como oponente a Kennedy. 
Al templo, por su cercanía a las comunidades, también asisten miembros provenientes de Albany, Augusta, Bangor, Nuevo Hampshire, las Connecticut y Rhode Island.